# Kotgira, Bhalki
Kotgira là một làng thuộc tehsil Bhalki, huyện Bidar, bang Karnataka, Ấn Độ.